# Вижай (Чердынский район)
Вижай — посёлок в Чердынском районе Пермского края. Входит в состав Ныробского городского поселения.

## История
До июня 2015 года входил в состав Валайского сельского поселения.

## Географическое положение
Расположен на правом берегу реки Берёзовая при впадении в неё реки Вижай, примерно в 84 км к северо-востоку от центра поселения, посёлка Ныроб, и в 132 км к северо-востоку от районного центра, города Чердынь.

## Население
| 2010 |
| ---- |
| 179  |

## Улицы[2]
- Дорожная ул.
- Лесная ул.
- Мира ул.
- Октябрьский пер.
- Пионерская ул.

## Топографические карты
- Лист карты P-40-115,116 Валай. Масштаб: 1 : 100 000. Состояние местности на 1982 год. Издание 1988 г.